# Miraildes Maciel Mota
Miraildes Maciel Mota, meglio nota come Formiga (Salvador, 3 marzo 1978), è una calciatrice brasiliana, centrocampista del San Paolo e della Nazionale brasiliana. Grazie alle sue sette convocazioni ad altrettante edizioni del campionato mondiale, dal 2019 detiene, il primato della giocatrice più volte convocata in un mondiale di calcio femminile.

## Carriera
Iniziata la carriera a 12 anni, quando si rese conto del proprio talento come calciatrice, Formiga con la Nazionale femminile brasiliana ha disputato i Mondiali nel 1995, 1999, 2003, 2007, 2011, 2015 e 2019, nonché le Olimpiadi di Atlanta 1996, Sydney 2000, Atene 2004, dove il Brasile vinse la medaglia d'argento, Pechino 2008, dove il Brasile vinse la medaglia d'argento, Londra 2012, Rio 2016 e Tokyo 2020. Ha anche vinto la medaglia d'oro ai Giochi panamericani del 2003 e 2007.
Nel gennaio 2017 Formiga decide di tornare nuovamente in Europa sottoscrivendo un contratto con il Paris Saint-Germain per giocare in Division 1 Féminine, massimo livello del campionato francese.

## Palmarès

### Club
- Campionato francese: 1

Paris Saint-Germain: 2020-2021
- Coppa di Francia: 1

Paris Saint-Germain: 2017-2018

### Nazionale
- Coppa America: 3

2003, 2010, 2014
- Torneio Internacional de Futebol Feminino: 3

2013, 2014, 2015
- Giochi panamericani: 3

Santo Domingo 2003, Rio de Janeiro 2007, Canada 2015